# نهر تشامبا
نهر تشامبا هو نهر يقع في شمال شرق كاليدونيا الجديدة. تبلغ مساحته 187 كيلومتر مربع (72 ميل مربع).